# Boston University
Boston University er et privat universitet i Boston i staten Massachusetts, USA. Universitetet har omkring 32.000 studerende og 7.500 ansatte.
Universitetet blev grundlagt i 1839 af metodistkirken i Bromfield Street i Boston. Siden 1972 har universitetet været åbent for kvindelige studerende på alle uddannelser, men allerede i 1878 blev Anna Oliver som den første kvindelige teolog uddannet på stedet. En af de mest kendte alumner fra Boston University er Martin Luther King, der fik sin doktorgrad her i 1955. Alexander Graham Bell, der opfandt telefonen, var professor ved universitetet.
Det nuværende universitetsområde er beliggende ved Charles River og blev opført 1939-1948.